# Klaus Grewe

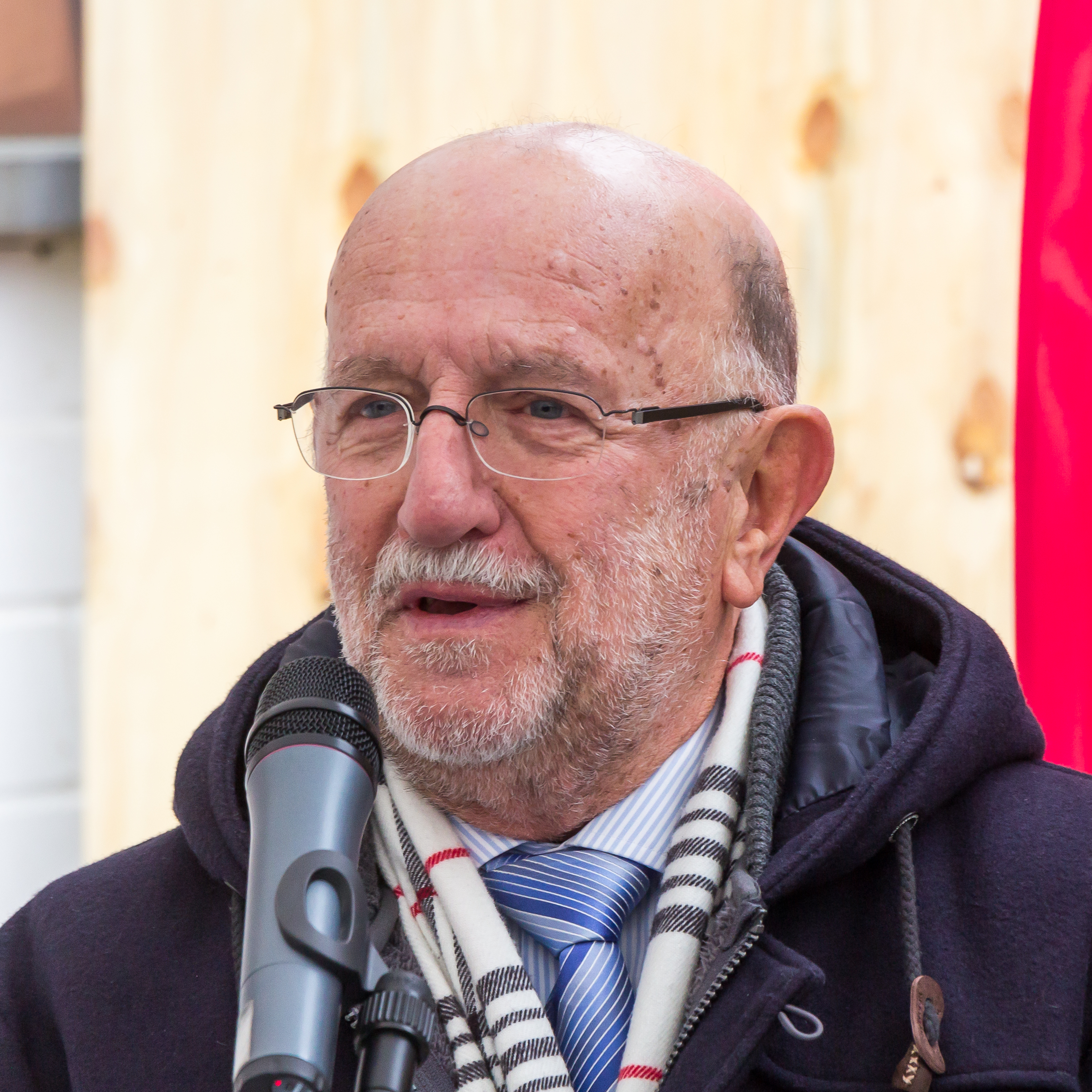
Klaus Grewe, 2018

Klaus Grewe (* 1944) ist ein deutscher Geodät und Archäologe. Sein Spezialgebiet ist die Geschichte der Wasserversorgungseinrichtungen.

## Leben
Grewe studierte an der Staatlichen Ingenieurschule für Bau- und Vermessungswesen in Mainz Geodäsie. Anschließend trat er im Jahr 1967 beim LVR-Amt für Bodendenkmalpflege im Rheinland (damals noch am Rheinischen Landesmuseum Bonn) die neu geschaffene Stelle für einen Vermessungsingenieur an und war fortan für die technischen Bodendenkmäler wie etwa Römerstraßen und Wasserleitungen zuständig. Hier übernahm er Ende der 1970er-Jahre die Leitung des Projektes Eifelwasserleitung. 1997 wurde er an der Universität Nimwegen mit der Arbeit Licht am Ende des Tunnels – Planung und Trassierung im antiken Tunnelbau promoviert. Nach seinem Ausscheiden nach 43 Dienstjahren im Jahre 2009 wurde er 2010 an der RWTH Aachen zum Honorarprofessor ernannt.
Neben seinen zahlreichen wissenschaftlichen Veröffentlichungen ist Grewe bestrebt, Wissenschaftsergebnisse auch einem breiten Publikum zugänglich zu machen. Beispielhaft sei auf die Sonderausstellung des Museums der Badekultur zum Thema Wasser für Roms Städte verwiesen begleitend zur Landesgartenschau Zülpich 2014, die er kuratierte und deren Begleitbuch Aquädukte er verfasste (Dezember 2015 bis Juli 2017 im LVR-Römermuseum Xanten). Auch für den offiziellen Führer des Eifelvereins zum Römerkanal-Wanderweg ist er verantwortlich. 2007 veröffentlichte er den Roman Der Ratz im Rohr. Eine archäologische Zeitreise, eine fiktive Geschichte des jungen Bergmeisters Berwulf, der dem Grafen von Blankenheim eine Wasserleitung bauen soll. 2016 wirkte er in der zweiten Folge der ZDF-Dokumentation Rom am Rhein mit.
Grewe lebt mit seiner Familie in Swisttal-Morenhoven. Hier engagiert er sich seit den 1980er-Jahren für Kultur, zum Beispiel für den von ihm mitorganisierten Kleinkunstpreis Morenhovener Lupe, und hat zu örtlichen Ausgrabungen veröffentlicht.

## Ehrungen
- 1988 erhielt er als elfter Preisträger die Frontinus-Medaille der Frontinus-Gesellschaft.[3]
- 2014 bekam er als 25. Preisträger Das Goldene Lot des Verbandes Deutscher Vermessungsingenieure.[4]

## Veröffentlichungen (Auswahl)
- Atlas der römischen Wasserleitungen nach Köln (= Rheinische Ausgrabungen, Band 26). Rheinland-Verlag, Köln / Habelt, Bonn 1986, ISBN 3-7927-0868-X.
- Der Römerkanalwanderweg. Ein archäologischer Wanderführer. Textband und Kartenband. Herausgegeben vom Eifelverein 1988 in Zusammenarbeit mit dem Landschaftsverband Rheinland Rheinisches Amt für Bodendenkmalpflege. Verlag des Eifelvereins, Düren 1988, ISBN 3-921805-16-3.
- Planung und Trassierung römischer Wasserleitungen (= Schriftenreihe der Frontinus-Gesellschaft, Supplementband I). Chmielorz, Wiesbaden 1992.
- Licht am Ende des Tunnels. Planung und Trassierung im antiken Tunnelbau (= Antike Welt, Sonderheft). Zabern, Mainz 1998.
- Der historische Swistübergang bei Lützermiel (= Rheinischer Verein für Denkmalpflege und Landschaftsschutz (Hrsg.): Rheinische Kunststätten. Heft 451). 1. Auflage. Neusser Druckerei und Verlag GmbH, Neuss 2000, ISBN 3-88094-860-7.
- Der Tiergartentunnel von Burg Blankenheim (= Rheinischer Verein für Denkmalpflege und Landschaftsschutz [Hrsg.]: Rheinische Kunststätten. Heft 455). Neusser Druckerei und Verlag GmbH, Neuss 2000, ISBN 3-88094-869-0.
- Auf Römerspuren rund um Rheinbach. Wasserleitungen und Fernstraßen von der Römerzeit bis zum Mittelalter (= Rheinischer Verein für Denkmalpflege und Landschaftsschutz [Hrsg.]: Rheinische Kunststätten. Heft 466). 1. Auflage. Neusser Druckerei und Verlag GmbH, Neuss 2001, ISBN 3-88094-884-4.
- unter Mitarbeit von Wolfgang Schumacher: Der Tiergartentunnel-Wanderweg in Blankenheim (= Rheinischer Verein für Denkmalpflege und Landschaftsschutz [Hrsg.]: Rheinische Landschaften. Heft 50). 1. Auflage. Neusser Druckerei und Verlag GmbH, Neuss 2002, ISBN 3-88094-896-8.
- Der Ratz im Rohr. Eine archäologische Zeitreise. Roman. Chmielorz-Verlag, Wiesbaden 2007, ISBN 978-3-87124-332-5.
- Der Fulbert-Stollen am Laacher See (= Rheinischer Verein für Denkmalpflege und Landschaftsschutz [Hrsg.]: Rheinische Kunststätten. Heft 513). Neusser Druckerei und Verlag GmbH, Neuss 2009, ISBN 978-3-86526-042-0.
- Meisterwerke antiker Technik. Zabern, Mainz 2010, ISBN 978-3-8053-4239-1.
- mit Manfred Knauff: Die lange Leitung der Römer. Der Römerkanal-Wanderweg Nettersheim-Köln. Herausgeber: Eifelverein e. V. 2012. ISBN 978-3-921805-81-7.
- Aquädukte. Wasser für Roms Städte. Regionalia Verlag, Rheinbach 2014, ISBN 978-3-95540-127-6 (Zugleich Begleitbuch zur Ausstellung).